# ル・テリブル (大型駆逐艦)
ル・テリブル（フランス語：Le Terrible, -4/X103/D611）は、フランス海軍の大型駆逐艦。ル・ファンタスク級。艦名は「恐怖」の意。この名を受け継いだ艦としては15代目にあたる。
「ル・テリブル」は公試において、世界の駆逐艦史上最速である45.02ノット（83.38 km/h）を記録したことで知られている。

## 艦歴
「ル・テリブル」は、カーンのフランセ船渠で1931年12月8日に起工、1933年11月30日進水し、1935年10月1日に就役した。ル・テリブルは1935年の公試中に基準排水量状態で45.02ノット（83.38 km/h）を記録した。これは世界の駆逐艦で最速の記録としてギネス世界記録に登録されており、2023年現在も破られていない。

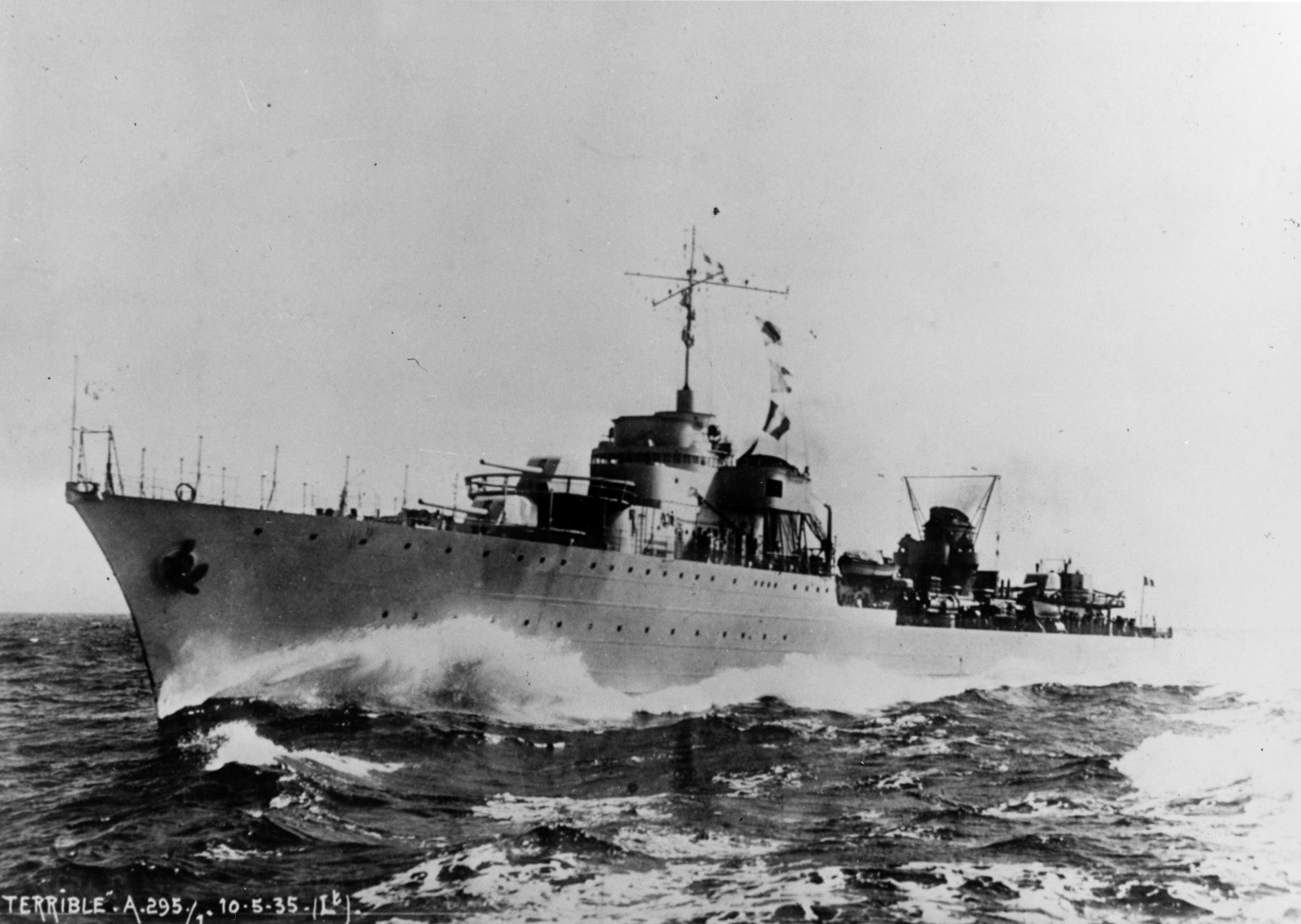
公試中のル・テリブル。1935年5月10日撮影。

就役後の1936年、「ル・テリブル」は姉妹艦「ル・ファンタスク」と「ローダシュー」とともに第10軽部隊（10e division légère）を編成し、ブレストを拠点とする第2軽戦隊（2e escadre légère）に配属された。その後他の駆逐艦で構成された軽部隊と同様に、1937年4月12日に「ル・テリブル」ら第10軽部隊はブレストを母港とする第10駆逐隊（10e Divisions de Contre-Torpilleurs）に改編された。

### 第二次世界大戦
1939年9月に第二次世界大戦が勃発し、「ル・テリブル」ら第10駆逐隊は戦艦「ダンケルク」、「ストラスブール」ら海軍で特に近代的と考えられた艦艇とともに襲撃部隊を構成した。「ル・テリブル」や姉妹艦は活発に哨戒活動を行ったが、これらは主に「グラーフ・シュペー」などのドイツ海軍の通商破壊艦捜索を目的としていた。
10月25日、「ル・テリブル」はダカールを出港し大西洋の哨戒に向かったが、そこで「ル・テリブル」はドイツ船「サンタフェ」を発見した。「ル・テリブル」の乗員が「サンタフェ」に乗り込んだ時、「サンタフェ」は乗員によって自沈処置が行われていた。だが乗り込んだ「ル・テリブル」の乗員は、自沈の試みを食い止めることに成功し「サンタフェ」を捕獲した。「サンタフェ」は戦利品として「ル・ファンタスク」と重巡洋艦「デュプレクス」の監視の下でダカールへ連行された。

### メルセルケビール海戦
フランス降伏後の1940年7月3日、「ル・テリブル」はイギリス海軍がフランス海軍艦艇を無力化しようとしたメルセルケビール海戦に遭遇した。「ル・テリブル」は他の駆逐艦や大型駆逐艦らとともに H部隊の大型艦を雷撃しようと試みたがうまくいかず、戦艦「ストラスブール」の脱出を護衛するように命じられた。脱出部隊はイギリス海軍の空母「アーク・ロイヤル」から発進した艦載機の追撃を受け、「ル・テリブル」は3名の負傷者を出したが最終的に追撃を逃れることに成功し、7月4日に一行はトゥーロンへ到着した。
「ル・テリブル」は入渠中だったため、1940年9月のダカール沖海戦に遭遇せずに済んだ。この戦いでは第10駆逐隊の僚艦であった「ローダシュー」がオーストラリア海軍の重巡洋艦「オーストラリア」の砲撃で擱座している。
1941年、「ル・テリブル」はダカールで再び第10駆逐隊に加わった。

### 自由フランス海軍

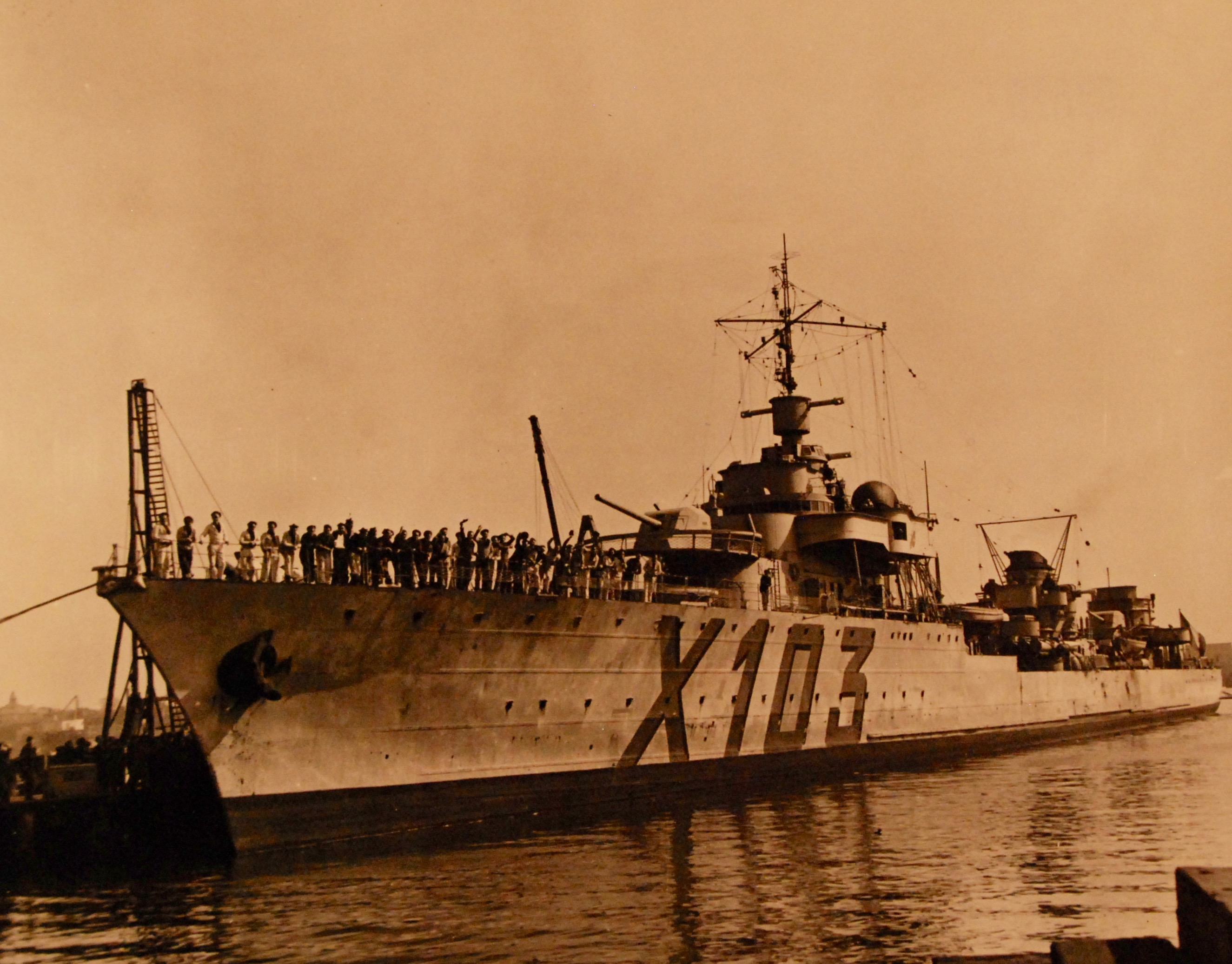
改装のためマサチューセッツ州ボストンのボストン海軍工廠を訪れた「ル・テリブル」。後部煙突には第10駆逐隊を表す緑線2本が引かれている。1943年2月21日。

1942年のトーチ作戦後、アルジェリアのヴィシー・フランス軍が自由フランス軍に加わることになった。そのため、「ル・テリブル」と「ル・ファンタスク」も自由フランス海軍に所属することとなり、近代化改修のため1943年2月14日にアメリカ合衆国のニューヨークへ到着した。
「ル・テリブル」は大規模な改修を受け、既存の対空火器はすべて撤去されたうえで20mm単装機銃8基と2番煙突前方に40mm連装機銃を2基、3番・4番主砲間に40mm四連装機銃を1基搭載した。対潜兵装強化のため、格納式ASDICの装備や後部魚雷発射管を撤去して爆雷投射機4基が搭載された。また、アメリカ製対空警戒・航法用レーダーが搭載されたことで強度を確保するためマストがラティス・マストに更新されている。さらに無線の強化、艦体に消磁電路の装着、燃料タンクの容量増加といった改良も行われている。「ル・テリブル」の改装は1943年5月13日に完了し、6月24日にガダルプへ向け出港した。これらの改装により約500tの重量増加となったが、「ル・テリブル」と「ル・ファンタスク」は改装後の公試でも40ノットを発揮している。改装後、「ル・テリブル」ら大型駆逐艦は米英の基準に合わせて艦種が「軽巡洋艦」（Croiseurs Léger）に変更された。

### アヴァランチ作戦

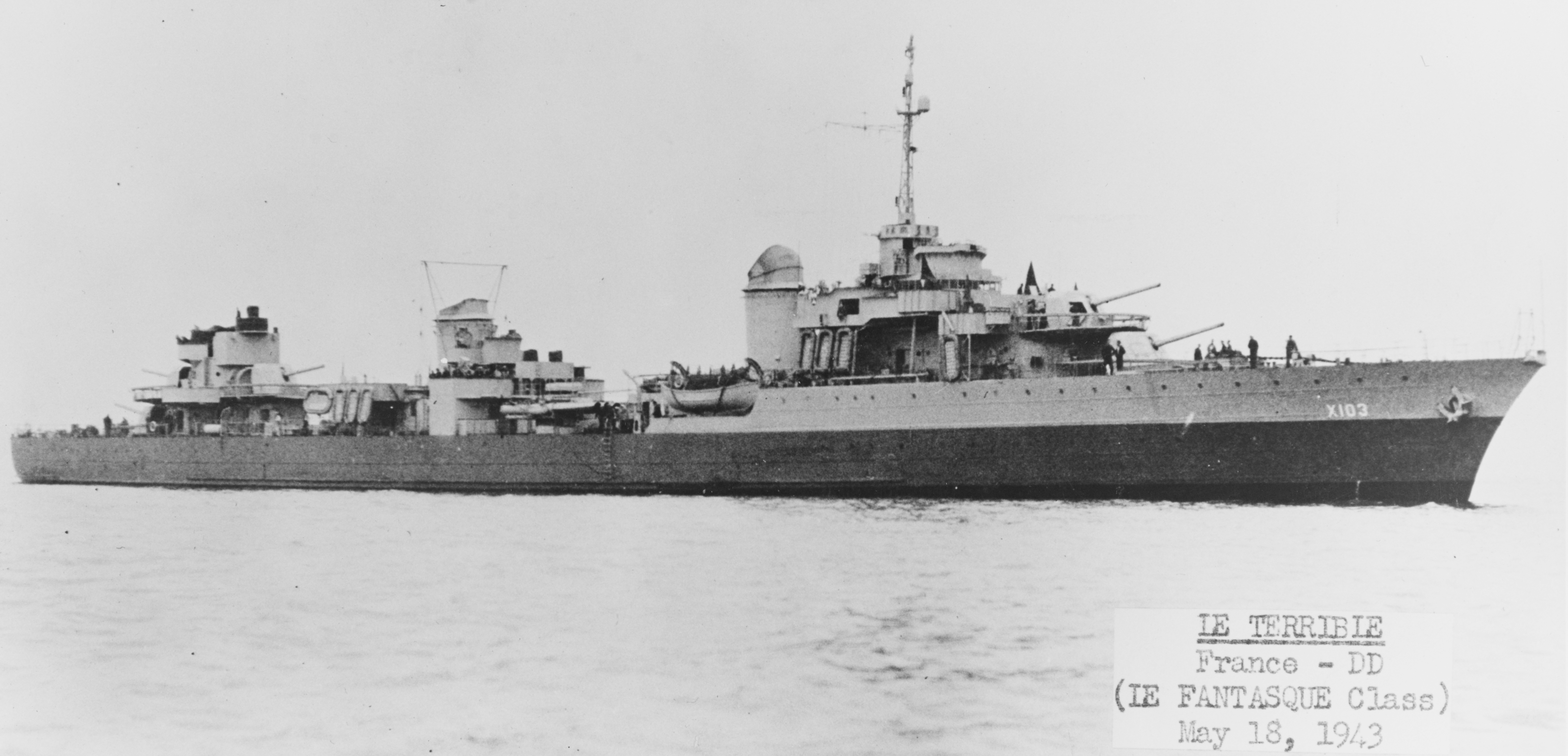
アメリカで改装後の「ル・テリブル」。1943年5月18日撮影。

7月に北アフリカへ戻った後、「ル・テリブル」はアヴァランチ作戦（サレルノ上陸）の上陸支援を行い、地上への艦砲射撃やドイツ空軍爆撃機に対する対空戦闘などを行った。
9月13日から14日にかけて、「ル・テリブル」はコルシカ島で戦うレジスタンスを支援するためにアジャクシオへ第1強襲空挺大隊の兵員250名を上陸させた。活動中に「ル・テリブル」のタービンで重大なトラブルが発生し速度が28ノットまで落ちたため、アルジェへ戻り修理を行った。その際、大破・放置された「ローダシュー」から取り外された部品が修理に使用されている。
地中海での一連の活動の功績により、「ル・テリブル」は4つの椰子葉章を得たほか、朱の星章と戦功十字章の組紐を着用する権利が与えられた。

### アドリア海
「ル・テリブル」らの艦種が「軽巡洋艦」に変更されたことを反映し、1944年初めに第10駆逐隊も第10軽巡洋艦隊（10e Division de Croiseurs Légers）に改編された。第10軽巡洋艦隊の3隻（「ル・テリブル」、「ル・ファンタスク」、「ル・マラン」）はイギリス海軍第24駆逐艦戦隊（24th Destroyer flotilla）に加わってアドリア海を哨戒し、 イタリアとユーゴスラヴィア間の海上輸送を阻止すべく活動した。この活動はイギリス海軍駆逐艦も行っていたものの、フランス海軍の大型駆逐艦に比べて主に南部で活動していた。「ル・テリブル」らは世界最速レベルの優速を生かしてアドリア海北部にまで進出し、敵の輸送船団を捜索・撃滅すべく夜間に30ノット程度の高速で哨戒を行っていた。3隻の機関は高速を発揮する反面、度々故障も引き起こしていたため、対策として2隻を行動状態に置き、残る1隻は整備とするローテーション運用が行われた。
1944年2月29日、「ル・テリブル」と「ル・マラン」はマンフレドニアより出撃。同日21時35分、イスト島沖で「ル・テリブル」のレーダーがドイツ船団を捉えた。この船団は貨物船「カピタン・ディータリクセン (Kapitan Diederichsen)」と水雷艇「TA36」、「TA37」、駆潜艇「UJ201」（元イタリア海軍ガッビアーノ級コルベット「エジェーリア」）、「UJ205」（同「コルブリーナ」）、Rボート「R188」、「R190」、「R191」からなっていた。21時44分、「ル・テリブル」と「ル・マラン」は攻撃を開始。「ル・テリブル」は「カピタン・ディータリクセン」に対して砲雷撃を行い、「カピタン・ディータリクセン」は炎上した。一方、「ル・マラン」は護衛艦艇を攻撃した。その後、魚雷艇（掃海艇を誤認）からの雷撃を恐れてフランス駆逐艦は撤収した。「カピタン・ディータリクセン」は翌日沈没。他にこの海戦では「UJ201」が沈み、「TA37」が大きな損害を受けるなどしている。
しばらく地上砲撃任務に従事した後、ドイツ海軍の輸送船団に対する捜索哨戒と攻撃任務は続いた。3月18日から19日にかけての夜に「ル・ファンタスク」と哨戒中だった「ル・テリブル」は、ギリシャへ物資輸送中だったドイツの輸送船団を攻撃する。この船団は曳船「タイタニック」（Titanic）とF型舟艇「F124」、そして護衛のジーベルフェリー「SF270」、「SF273」、「SF274」からなっていた。
「SF273」と「SF274」は炎上し沈没、「F124」と「SF270」は無力化され乗員によって放棄された後に連合軍機の空襲で沈められた。わずかに「タイタニック」だけがキパリシアに逃げ延びた。フランス側は「ル・テリブル」が1名、「ル・ファンタスク」が8名の負傷者を出したのみだった。
6月17日未明、クヴァルネル湾で「ル・テリブル」は「ル・ファンタスク」とともに小型タンカー「ジュリアーナ（Giuliana）」、油艀「Toni」、「Peter」、Rボート「R4」、「R8」、「R14」、「R15」からなる船団を攻撃して「ジュリアーナ」を沈め、他も「R14」以外すべてを損傷させた。

### 南フランス上陸作戦
8月15日、「ル・テリブル」ら第10軽巡洋艦隊は南フランスのプロヴァンス地方への上陸作戦（ドラグーン作戦）に参加した。「ル・テリブル」は砲撃により上陸部隊の戦闘を援護した。
12月25日、悪天候の中でナポリからトゥーロンへ向かっていた「ル・テリブル」の左舷に「ル・マラン」が衝突してしまった。両艦は大破し、「ル・テリブル」は30メートルにわたって艦体を圧迫され4つの亀裂が発生。後部煙突は倒壊し3番主砲が使用不能になったほか、左舷推進軸とスクリュー、左舷側の40mm連装機銃がもぎ取られた。この事故で「ル・テリブル」は死者8名・負傷者3名を出したが、翌日には自力でナポリへ帰投を果たした。
「ル・テリブル」はビゼルトで長期にわたる修理の後、戦後の1946年1月1日に再就役した。衝突事故で失われた左舷の40mm連装機銃は、修理で両舷ともに防盾付の40mm単装機銃に換装されている。

### 戦後
戦後の1950年3月15日に「ル・テリブル」はビゼルトで予備役に編入された。その後「ル・テリブル」は1951年7月1日に「一等護衛駆逐艦」（Destroyer-Escorteur de 1re Classe）、次いで1953年に「高速護衛艦」（Escorteur Rapide）に再分類され、新たな艦番号D611が与えられた。「ル・テリブル」は1952年5月からビゼルトで改装を受けた後、1953年に「ル・マラン」と交代する形でフランス領インドシナへ派遣され、第一次インドシナ戦争を戦う空母「ラファイエット」や「ボア・ベロー」、「アローマンシュ」の護衛艦として1955年8月まで活動した。
「ル・テリブル」はブレストで1956年9月1日に退役し、予備役のカテゴリ「B」に置かれた。以降は1956年12月1日から1962年1月31日までランヴェオックの海軍学校で機関科員の教材として使用された。「ル・テリブル」は1962年6月に廃棄リストに載り、「Q324」と改名された「ル・テリブル」の艦体は翌1963年にブレストでスクラップとして売却された。

## 登場作品
- 『World of Warships』　フランス海軍　Tier VIII プレミアム駆逐艦として販売されている。